# Jeruzsálem királyainak listája
Az első keresztes hadjárat keretében az Európa minden tájáról érkező lovagok 1099. július 15-én bevették A Szent Várost, (Jeruzsálemet). Itt alapították meg a következő kétszáz évben a térség vezető keresztény hatalmának számító Jeruzsálemi Királyságot. A királyság vazallus államai voltak: az Antiochiai Fejedelemség, a Tripoliszi Grófság, az Edesszai Grófság. Az állam területén a nyugati (frank) típusú feudalizmust honosították meg. Fővárosa 1099-1187 között Jeruzsálem, 1187-1291 között Akkón volt. 1187-től 1229-ig és 1244-től a királyság megszűntéig Jeruzsálem a szaracénok kezében volt.

## A Jeruzsálemi Királyság királyainak és királynőinek listája
| Portré                            | Uralkodó                                                                      | Uralkodott                                | Megjegyzés |
| --------------------------------- | ----------------------------------------------------------------------------- | ----------------------------------------- | --- |
|                                   | Bouillon Gottfried * 1060. szeptember 18. † 1100. július 18.                  | 1099 – 1100                               | Boulogne-ház. A keresztes seregek élén az ő vezetésével sikerült bevenni Jeruzsálemet. A királyi címet nem vette fel, csak a Szent Sír őrzője volt. |
|                                   | I. Balduin * 1058 † 1118. április 2.                                          | 1100 – 1118                               | Boulogne-ház, Gottfried öccse. |
|                                   | II. Balduin † 1131. augusztus 21.                                             | 1118 – 1131                               | Rethel-ház, Bouillon Gottfried és I. Balduin unokaöccse                                                                                             |
|                                   | Melisenda * 1105 † 1161. szeptember 11.                                       | 1131 – 1161                               | Rethel-ház, II. Balduin leánya |
| Fulkó * 1092 † 1143. november 13. | 1131 – 1143                                                                   | Anjou-ház, Melisenda férje, társuralkodók | |
|                                   | III. Balduin * 1131 † 1162. február 10.                                       | 1143 – 1162                               | Anjou-ház, Fulkó és Melisenda fia. 1153-ig anyjával közösen uralkodott                                                                              |
| –                                 | Amalrik * 1136 † 1174. július 11.                                             | 1162 – 1174                               | Anjou-ház, III. Balduin öccse |
|                                   | IV. Leprás Balduin * 1161 † 1185. március 16.                                 | 1174 – 1185                               | Anjou-ház, Amalrik fia első feleségétől, Courtenay Ágnestől.                                                                                        |
|                                   | V. Balduin * 1177 † 1186 augusztusa                                           | 1185 – 1186                               | Monferrat-ház, Szibilla első házasságából származó fia.                                                                                             |
|                                   | Szibilla * 1159 † 1190. július 25.                                            | 1186 – 1190                               | Anjou-ház, Amalrik első házasságából származó leánya.                                                                                               |
|                                   | Guidó * 1150 † 1194. július 18.                                               | 1186 – 1192                               | Lusignan-ház, Szibilla második férje, társuralkodók                                                                                                 |
|                                   | I. Izabella * 1172 † 1205. április 5.                                         | 1192 – 1205                               | Anjou-ház, Amalrik második házasságából származó leánya                                                                                             |
|                                   | I. (Montferrati) Konrád * 1146 † 1192. április 28.                            | 1192                                      | Monferrat-ház, I. Izabella második férje, társuralkodók                                                                                             |
| –                                 | I. (Champagne-i) Henrik * 1166. július 29. † 1197. szeptember 10.             | 1192 – 1197                               | Champagne-ház, I. Izabella harmadik férje, társuralkodók                                                                                            |
|                                   | (Lusignan) Imre * 1144 † 1205. április 1.                                     | 1197 – 1205                               | Lusignan-ház, I. Izabella negyedik férje, társuralkodók                                                                                             |
|                                   | I. (Montferrati) Mária * 1192 nyara † 1212                                    | 1206 – 1212                               | Monferrat-ház, I. Izabella leánya I. Konrádtól. |
|                                   | I. (Brienne-i) János * 1148 † 1237. március 27.                               | 1210 – 1212                               | Brienne-ház, 1212-1225, régens, I. Mária férje, társuralkodók, konstantinápolyi latin császár (1231-1237)                                           |
|                                   | II. (Brienne-i) Izabella (Jolán) * 1212 † 1228. április 25.                   | 1212 – 1228                               | Brienne-ház, I. Mária és I. János leánya. |
|                                   | I. (Hohenstaufen) Frigyes * 1194. december 26. † 1250. december 13.           | 1225 – 1228                               | Hohenstaufen-ház, 1228-1246, régens, II. Izabella férje                                                                                             |
|                                   | II. (Hohenstaufen) Konrád * 1228. április 25. † 1254. május 21.               | 1228 – 1253                               | Hohenstaufen-ház, II. Izabella és I. Frigyes fia.                                                                                                   |
|                                   | III. (Hohenstaufen) Konrád (Konradin) * 1252. március 25. † 1268. október 29. | 1254 – 1268                               | Hohenstaufen-ház, II. Konrád fia |
| –                                 | I. Hugó * 1235 † 1284. március 24.                                            | 1268 – 1284                               | Lusignan(Poitiers)-ház, I. Izabella és Imre dédunokája                                                                                              |
| –                                 | II. János * 1259/1267 † 1285. május 20.                                       | 1284 – 1285                               | Lusignan(Poitiers)-ház, I. Hugó fia |
|                                   | II. (Lusignan) Henrik * 1271 † 1324. augusztus 31.                            | 1285 – 1291                               | Lusignan(Poitiers)-ház, II. János öccse |

1291-ben a muzulmán seregek bevették Akkónt, a Szentföldön megmaradt utolsó keresztes erődöt. Ide helyezték át a Jeruzsálemi Királyság fővárosát, amikor Szaladin szultán 1187-ben bevette Jeruzsálemet. Ezzel megszűnt véglegesen a keresztény Jeruzsálemi Királyság. A jeruzsálemi királyi cím örökösei egyrészt a ciprusi királyok lettek, akik már 1268-tól uralkodtak a Jeruzsálemi Királyságban, másrészt a nápolyi királyok tartottak igényt e címre azután, hogy I. Károly szicíliai király 1277-ben megvette a királyi címet a magát Jeruzsálem jogos királynőjének tartó Poitiers Mária antiochiai hercegnőtől (1220/25–1307), aki IV. Bohemund antiochiai fejedelemnek és Lusignan Melisenda jeruzsálemi és ciprusi hercegnőnek (I. Izabella jeruzsálemi királynő és Imre jeruzsálemi és ciprusi király legkisebb lánya) volt a lánya. Harmadrészt a Jeruzsáleminek nevezett II. András 1217/18-as szentföldi hadjárata után vette fel a Jeruzsálem királya címet mint II. Balduin ükunokája, melyet 1918-ig minden magyar király viselt őutána.

## Kapcsolódó szócikk
- A Jeruzsálemi Királyság uralkodóinak és a Ciprusi Királyság uralkodóinak családfája